# Siebenbrünnen
Koordinaten: 46° 24′ 49,2″ N, 7° 29′ 27,9″ O; CH1903: 604031 / 140260

Die Siebenbrünnen (auch Siebenbrunnen, Siebe Brunne oder Bi de Siebe Brünne) bilden die Quelle der Simme, einem Fluss im Berner Oberland in der Schweiz. Es handelt sich dabei um eine Felsspalte, aus welcher das Wasser in sieben Hauptstrahlen austritt.

## Lage
Die Siebenbrünnen befinden sich auf dem Rezliberg (auch Räzliberg) auf 1405 m ü. M. am Fuss des Wildstrubels. Die Alp Rezliberg liegt auf dem Gemeindeboden von Lenk.

## Geologie
Siebenbrünnen ist eine Karstquelle. Karstquellen sind Wasseraustrittstellen, bei welchen das Wasser im Gebirgskörper entlang von Klüften und Verwerfungen fliesst und von einem relativ weit entfernten Gebiet stammt. Die Siebenbrünnen werden durch Schmelzwasser des Rezligletschers gespeist. Die Quellschüttung variiert im Verlauf des Jahres durch die permanente Wasserzufuhr aus dem Gletscher nur wenig, was untypisch ist für Karstquellen, welche normalerweise eine sehr variable Schüttung haben.